# Argyrodes mellissi
Argyrodes mellissi är en spindelart som först beskrevs av O. Pickard-Cambridge 1869.  Argyrodes mellissi ingår i släktet Argyrodes och familjen klotspindlar. Inga underarter finns listade i Catalogue of Life.